# Ray Bremser
Ray Bremser, född 22 februari 1934 i Jersey City, New Jersey, död 3 november 1998, var en amerikansk poet som tillhörde den så kallade Beatgenerationen. Han gav under sin livstid ut fem diktsamlingar, bland andra Poems of Madness och Angel. 
Vid 17 års ålder arresterades Bremser för att ha flytt militärtjänst. Året efter fick han en dom på sex år för väpnat rån. Väl i fängelset började han skriva, och skickade dikterna till Allen Ginsberg, Gregory Corso och LeRoi Jones. Jones, som var redaktör för Yugen, publicerade Bremsers dikter där. 
Bremser var gift med Brenda Bremser. De gifte sig efter att ha känt varandra i tre veckor. Brenda Bremser är författare till Troia: Mexican Memoirs, som handlar om hennes liv i Mexiko under Ray Bremsers andra period i fängelse 1963.
Ray Bremser avled i lungcancer 1998.